# Stade de France
Stade de France je francouzský stadion stojící v pařížské aglomeraci ve městě Saint-Denis. Je to národní stadion Francie a se svojí kapacitou 81 338 se jedná o šestý největší stadion v Evropě. Byl postaven pro Mistrovství světa ve fotbale 1998. A právě na tomto šampionátu se na něm hrálo slavné finále Francie proti Brazílii, které Francouzi vyhráli 3:0 a získali titul mistrů světa. Stadion hostil finále Ligy mistrů v roce 2006. Kromě fotbalu se na něm hraje například i ragby (v roce 2007 mistrovství světa). Pořádají se zde i atletické mítinky. V roce 2003 se zde konalo mistrovství světa v atletice. V roce 2024 bude hostit soutěže v atletice na Letních olympijských hrách.
V listopadu 2015 zde došlo během fotbalového utkání mezi Francií a Německem k teroristickým útokům.